# Acalymma peregrinum
Acalymma peregrinum är en skalbaggsart som först beskrevs av Martin Jacoby 1892.  Acalymma peregrinum ingår i släktet Acalymma och familjen bladbaggar. Inga underarter finns listade i Catalogue of Life.